# Sorata (kommun)

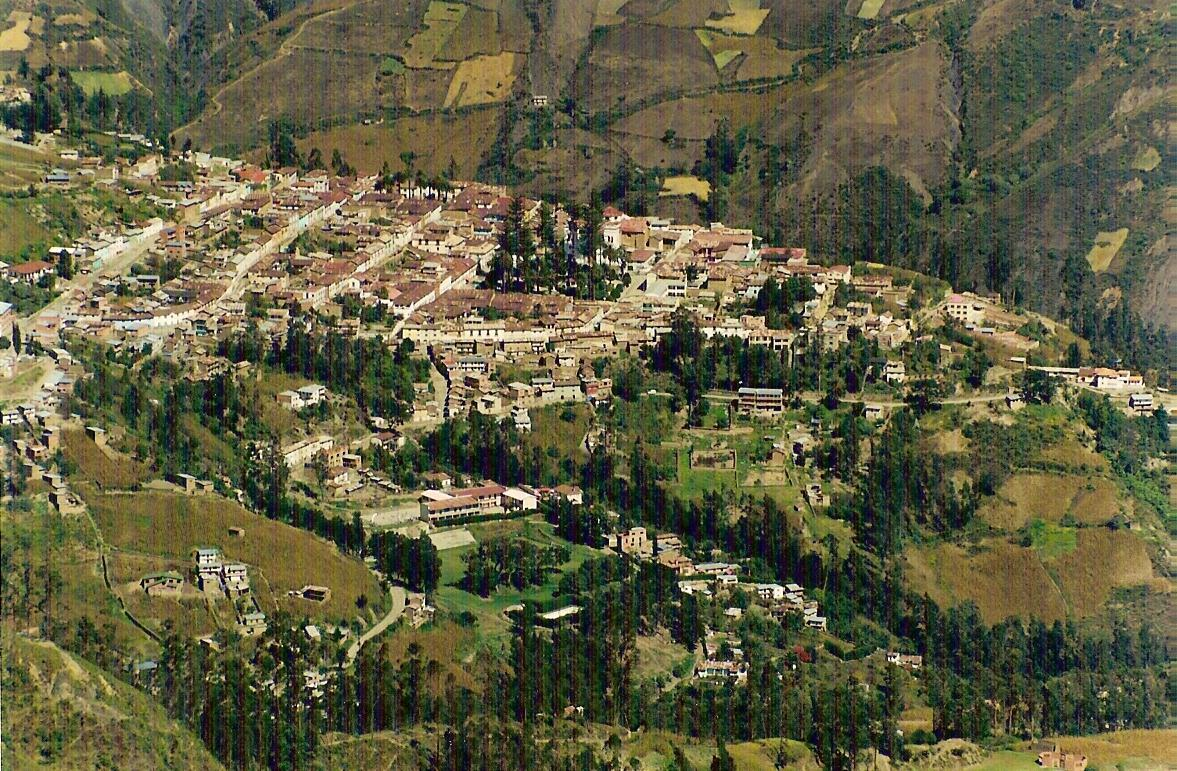
Sorata

Sorata är en kommun i den bolivianska provinsen Larecaja i departementet La Paz. Den administrativa huvudorten är Sorata.